# Liam Gallagher
William John Paul Gallagher, conosciuto come Liam Gallagher (Manchester, 21 settembre 1972), è un cantautore britannico, frontman del gruppo musicale degli Oasis, una delle più note band musicali del mondo dagli anni novanta, e dei Beady Eye, formazione nata a seguito dello scioglimento degli Oasis e terminata nel 2014, e attivo come solista. Degli Oasis Liam è la prima voce e autore di alcuni brani, in collaborazione col fratello maggiore Noel, l'altra figura di rilievo del gruppo originario di Manchester.
Esponente di spicco del movimento Britpop, Liam Gallagher è uno dei personaggi più rappresentativi e discussi della musica moderna. La sua voce roca e graffiante e la sua caratteristica posa - piegato con le mani unite dietro la schiena - lo rendono immediatamente riconoscibile tra tutti i cantanti. Nel marzo 2010 è stato nominato "il più grande frontman di tutti i tempi" dalla rivista Q. Due anni dopo è stato nominato "il più grande frontman di tutti i tempi" anche dalla stazione radiofonica Xfm, che ha condotto un apposito sondaggio tra i propri ascoltatori. Nel novembre 2012 è stato votato nuovamente miglior frontman dai lettori di NME su Facebook, Twitter e Yahoo, mentre nell'agosto 2023 è stato annoverato tra i 50 migliori cantanti rock and roll di tutti i tempi secondo Billboard.
Dopo lo scioglimento degli Oasis, nel maggio del 2010 ha fondato una nuova band, i Beady Eye, attivi fino al 2014. Del gruppo, che ha pubblicato due album, è stato frontman e autore di alcuni brani. Nel 2016 ha intrapreso la carriera da solista, per poi debuttare nel 2017 con As You Were, salito in vetta alla classifica britannica e certificato, l'anno dopo, disco di platino con oltre 300 000 copie vendute nel Regno Unito. Il secondo disco da solista, Why Me? Why Not., uscito nel 2019, ha raggiunto la prima posizione della classifica britannica, decimo album di Gallagher conteggiando anche gli otto giunti al primo posto durante la sua militanza negli Oasis, e vinile capace di vendere più copie nel minor tempo nel 2019. Anche il terzo disco, C'mon You Know, uscito nel 2022, è salito al primo posto della classifica britannica degli album, così come l'album collaborativo Liam Gallagher John Squire, pubblicato nel 2024.

## Biografia

### Infanzia
Nato da genitori irlandesi, Peggy e Tommy, emigrati a Manchester, Liam è il più piccolo di tre fratelli. La madre è originaria di Charlestown, nella contea di Mayo, mentre il padre di Duleek, nella contea di Meath.
Nato nel quartiere di Longsight, trascorre l'infanzia nel sobborgo di Burnage con i fratelli Paul e Noel. Liam ricorda che da piccolo veniva spesso chiamato our kid (slang mancuniano per indicare un caro amico o un fratello, traducibile con fratellino) dai suoi fratelli maggiori, Paul e Noel. Un altro suo soprannome era The Weetabix kid, per la sua passione per questo tipo di cereali, mentre un altro era Peggy's shadow (l'ombra di Peggy), perché stava sempre accanto alla madre. All'età di dodici anni Liam rimane sconvolto dal divorzio dei suoi genitori, ma soprattutto dai modi violenti con cui il padre ha trattato la madre durante l'ultimo periodo prima del distacco.
L'infanzia non è delle più semplici. Con la scuola non va meglio: Liam stenta a raggiungere la sufficienza in molte materie e a quindici anni è espulso dalla scuola perché, mentre fuma una sigaretta, viene coinvolto in una rissa tra i suoi amici e una banda rivale. Nonostante siano i fratelli maggiori a subire gli abusi del genitore, Liam ha dichiarato che le violenze del padre lo hanno influenzato profondamente, ispirandolo a diventare un artista. Liam sostiene che è stata una martellata in testa subita da un bullo di una scuola rivale e il successivo risveglio in ospedale dove ascoltò Like a Virgin di Madonna a instillargli la passione per la musica.

### Vita privata

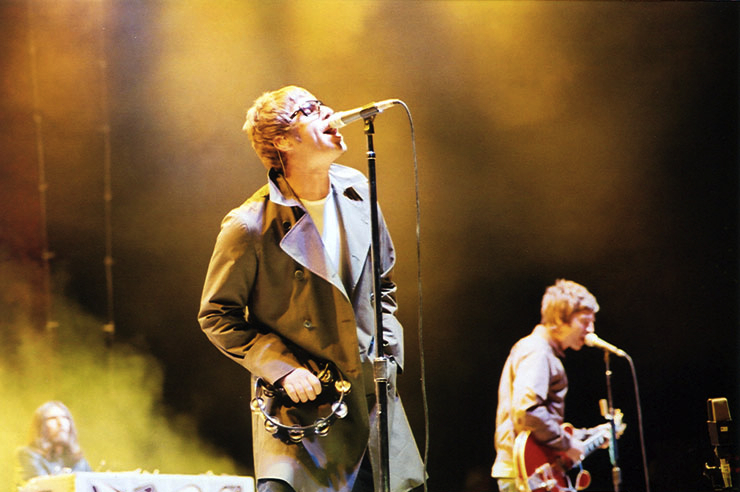
Liam Gallagher (in primo piano) e il fratello Noel durante un concerto degli Oasis nel 2005

Il 7 aprile 1997, prima dell'uscita del terzo album degli Oasis, l'atteso Be Here Now, Liam ha sposato Patsy Kensit, incontrata per la prima volta nel dicembre 1995. Nel marzo 1998 Liam ha avuto la sua prima figlia, Molly, avuta da Lisa Moorish. Concepita nel giugno 1997, circa due mesi dopo il matrimonio di Liam con la Kensit, riceve un sostegno economico dal padre, che non è in buoni rapporti con sua madre. Il matrimonio con Patsy Kensit fu al centro di numerose speculazioni da parte dei media e provocò contrasti tra Liam e il fratello Noel, che non vedeva di buon occhio la cognata. Nel 2017 Gallagher si è riavvicinato, dopo anni di assenza, alla figlia, cui ha dedicato la canzone Now That I've Found You, contenuta nel disco Why Me? Why Not. del 2019.
Il secondo figlio di Liam, Lennon Francis (chiamato così in onore di John Lennon), è nato dalla relazione con la Kensit il 14 settembre 1999. Liam e Patsy Kensit hanno divorziato l'anno dopo, poco prima del divorzio di Noel dalla moglie Meg Mathews. Dopo il divorzio, Liam ha allacciato una ben più duratura relazione con Nicole Appleton, cantante delle All Saints, dalla quale ha avuto il terzo figlio, Gene, il 3 luglio 2001. Il 14 febbraio 2008, in gran segreto, Liam e la Appleton si sono sposati a Marylebone. Hanno divorziato l'8 aprile 2014.
Come il fratello Noel, Liam è tifoso del Manchester City, squadra di calcio della sua città. Simpatizza inoltre per la squadra scozzese del Celtic. Nel luglio 2011 i Beady Eye hanno fatto una reinterpretazione di una parte della canzone Blue Moon, inno dei tifosi del City. Nel video la band fa da testimonial per il nuovo kit del club per la stagione 2011-2012 e Liam all'inizio bacia la maglia.
Uno degli oggetti a cui Liam è più legato è una collana hippie che fu di John Lennon, regalatagli da Noel per il suo venticinquesimo compleanno.
Appassionato di moda, ha inaugurato nel 2008 una propria linea di abbigliamento, chiamata Pretty Green in onore dell'omonima canzone dei Jam.
Secondo un tabloid inglese Liam Gallagher avverte strane presenze durante la notte e dorme con la luce accesa. Il cantante sarebbe spaventato dalla presenza del fantasma di John Lennon.
Nel luglio del 2013 Liam Gallagher è stato citato in giudizio dalla giornalista del New York Times Liza Ghorbani, che nel dicembre 2012 ha dato alla luce una bambina, Gemma, nata da una relazione con il cantante. In seguito alla vicenda l'8 aprile 2014 Liam e Nicole Appleton hanno divorziato. Gallagher ha poi allacciato una relazione con Debbie Gwyther, già manager dei Beady Eye e sua compagna.
Come il fratello Noel, è in rapporti di amicizia con il cantautore Richard Ashcroft, il pugile Ricky Hatton e con il calciatore Alessandro Del Piero. I due fratelli Gallagher e l'ex nazionale italiano sono stati intervistati e immortalati in un servizio della rivista italiana SportWeek nel maggio 2005. Liam ha partecipato, insieme all'ex capitano della Juventus e ad altri personaggi celebri, alla Partita del cuore svoltasi allo Juventus Stadium di Torino il 2 giugno 2015 con diretta su Rai Uno.
Nel 2017 ha dichiarato al Guardian di soffrire di tiroidite di Hashimoto.

## Carriera

### Oasis
Dopo aver lasciato la scuola Liam svolge varie mansioni: lavora in un vivaio, vernicia staccionate, scava buche, ma a cambiargli la vita è un concerto degli Stone Roses, tenutosi a Manchester nel 1988. Dopo avervi assistito Liam capisce che il suo destino è quello di diventare una rock star. Il fratello Noel ricorda che fino a quel momento, a differenza sua, Liam non aveva mai dimostrato grande interesse per la musica. È in questo periodo che nasce la passione di Liam per i Beatles e, in particolar modo, per John Lennon.
Quando il suo compagno di scuola Paul "Guigsy" McGuigan invita Liam ad unirsi nella sua band, i Rain, come cantante, egli accetta. Inizialmente Liam era il coautore dei testi insieme al chitarrista Paul "Bonehead" Arthurs. La band, che vedeva alla batteria Tony McCarroll, prova una volta a settimana e stenta a decollare.
Nel 1991 il cammino della band ha una svolta decisiva. Noel, di ritorno da un tour come roadie con gli Inspiral Carpets, vede i Rain suonare e li critica aspramente, soprattutto per la mediocrità dei testi, ma rimane sbalordito dalle potenzialità vocali e sceniche del fratello. Liam, concorde con il fratello ("facevamo schifo", dirà qualche anno dopo) e conoscendone le doti di autore, gli chiede allora di unirsi a loro. Noel accetta, a patto di avere il controllo completo della band. Prima dell'ingresso di Noel la band ha già cambiato nome in Oasis, denominazione suggerita dallo stesso Liam dopo aver visto quel nome su un poster di un evento degli Inspiral Carpets.
Sotto la guida di Noel, nel 1993 gli Oasis ottengono il loro primo contratto con una casa discografica, la Creation Records, e nell'aprile 1994 debuttano nelle classifiche con il singolo Supersonic. Il 30 agosto 1994 la band pubblica l'album di debutto, Definitely Maybe, che diventa l'album inglese di una band esordiente capace di vendere più copie nel minor tempo (primato poi battuto nel 2006 dagli Arctic Monkeys). I fratelli Gallagher acquisiscono grande popolarità e compaiono regolarmente sulle copertine dei giornali. La stampa, inoltre, alimenta una costante competizione in termini musicali con i Blur, con il cui frontman Damon Albarn, anni dopo le iniziali schermaglie, Liam e Noel stringono un duraturo rapporto di amicizia.
Il successo degli Oasis è accompagnato dall'eco mediatica generata dai numerosi litigi di Liam con il fratello Noel e dalle loro colluttazioni. Durante la prima tournée del gruppo negli Stati Uniti, il 29 settembre 1994, durante un'esibizione al Whisky a Go Go di Los Angeles, l'intera band (staff compreso) è sotto l'effetto di metanfetamina, che influenza l'esibizione al punto che durante un brano ogni membro suona una canzone diversa nello stesso momento. A seguito di un litigio Liam lancia il tamburello addosso a Noel, colpendolo di striscio. Questi ne rimane talmente scosso al punto di lasciare la band per volare a San Francisco.
Con il secondo album, (What's the Story) Morning Glory?, pubblicato nell'ottobre 1995, gli Oasis raggiungono la fama mondiale e salgono in vetta alle classifiche musicali, creando un fenomeno di costume di proporzioni enormi. Liam riceve molti apprezzamenti per il proprio contributo vocale, simbolo del Britpop inglese, e la sua voce viene paragonata a quelle di John Lennon e di John Lydon. I due grandi concerti degli Oasis tenutisi nel parco di Knebworth dell'agosto 1996 radunano ben 250.000 persone in tutto nell'arco di due serate, un record.
Il 23 agosto 1996 per un mal di gola Liam non si presenta sul palco di MTV Unplugged alla Royal Festival Hall di Londra, dove è in programma l'esibizione acustica della band. Tra la sorpresa generale Liam compare comunque in sala e dal balcone assiste all'esibizione del fratello, prendendolo di mira nelle pause tra i brani. Quattro giorni dopo un altro tour negli Stati Uniti fa da sfondo all'ennesimo dissidio: Liam si rifiuta di unirsi al resto del gruppo e lascia gli Stati Uniti dicendo di voler "cercare casa", ma gli altri membri della band decidono di recarsi ugualmente oltreoceano, continuando il tour con Noel come cantante. Nonostante Liam si aggreghi ai propri compagni il 29 agosto, il tour viene cancellato perché questa volta è Noel a perdere la pazienza.

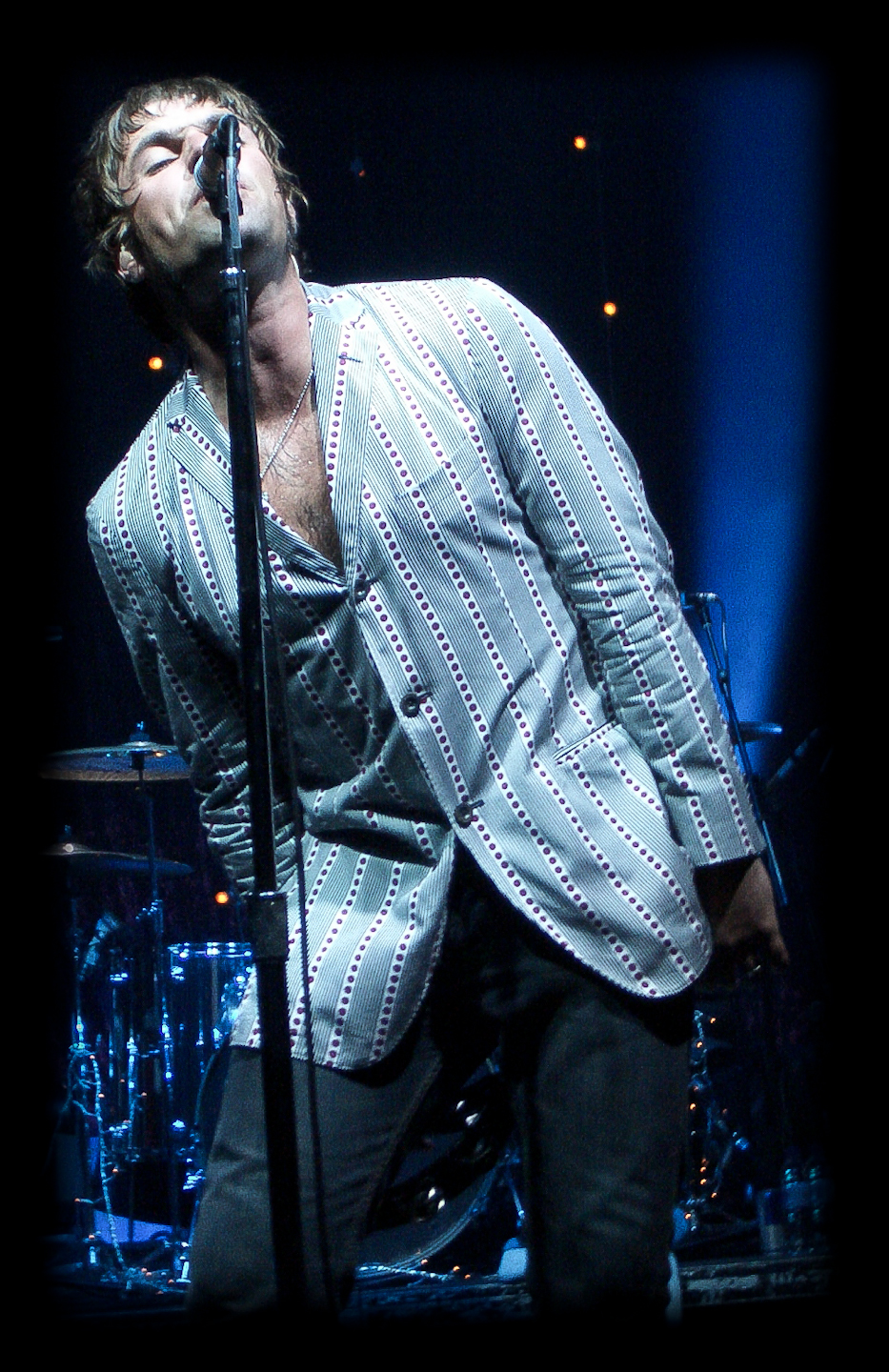
Liam Gallagher in concerto a Vienna nel 2006

Nell'agosto 1997 gli Oasis pongono fine ad una spasmodica attesa pubblicando l'album Be Here Now, altro grande successo commerciale.
Il 26 maggio 1997 esce Do It Yourself, il primo album dei Seahorses, che contiene un pezzo, Love Me and Leave Me, scritto da Liam e John Squire.
Il 23 febbraio 1998, durante il volo della Cathay Pacific Airways diretto da Hong Kong in Australia, dove era in programma la prosecuzione del tour di Be Here Now, Liam molesta i passeggeri e il personale di volo. Il mese seguente la compagnia aerea sospende il cantante da tutti i propri voli. Nella tappa australiana del tour Liam è arrestato con l'accusa di aver aggredito un fan diciannovenne con una testata, pare perché gli abbia chiesto di fare una foto. Ai danni del cantante è intentata solo una causa civile. In seguito Liam avrebbe ammesso l'aggressione, dicendo di aver perso il controllo a causa dell'insistenza del giovane.
Nel 1999 Paul Arthurs e Paul McGuigan lasciano la band e gli Oasis vivono un periodo di crisi. Con una nuova formazione il gruppo torna sulla scena nel febbraio 2000 con l'album Standing on the Shoulder of Giants, dal sound più psichedelico. Per la prima volta Liam scrive una canzone pubblicata su un disco, Little James, dedicata al figlio della ex moglie Patsy Kensit, James Kerr.
Nel maggio 2000, alle prese con le prime date europee del tour, gli Oasis sono costretti a cancellare la data di Barcellona perché Alan White ha problemi al braccio e trascorrono la serata consumando alcol. Liam si lascia andare ad un commento sprezzante nei confronti dell'allora moglie di Noel, Meg Mathews, mettendo in dubbio la paternità della figlia Anais e provocando una colluttazione a seguito del quale Noel decide di abbandonare il gruppo. Liam diventa il leader della band, in cui entra a far parte Matt Deighton. Noel fa ritorno in occasione dei concerti al Wembley Stadium del 21 e 22 luglio 2000, tenuti di fronte a 70.000 persone.
Nel luglio 2002 gli Oasis pubblicano Heathen Chemistry, cui Liam contribuisce con Born on a Different Cloud, Better Man e anche con la canzone Songbird, che diventa il primo brano composto da Liam a essere pubblicato come singolo. Il pezzo era già stato scritto nel 2000.
Nel dicembre 2002, durante il tour, Liam, Alan White e altri tre membri dell'entourage sono coinvolti in una rissa in un hotel di Monaco di Baviera con un gruppo di cinque italiani.
Liam continua a scrivere canzoni anche per i due album successivi: The Meaning of Soul, Guess God Thinks I'm Abel e Love Like a Bomb per Don't Believe the Truth (2005) e I'm Outta Time, Ain't Got Nothin e Soldier On per Dig Out Your Soul (2008).
Nel 2008 fonda una propria linea di abbigliamento, che chiama Pretty Green per omaggiare una canzone dei The Jam. La presentazione mondiale della marca si tiene il 2 aprile 2008 all'hotel Royal Prime di Londra.
Il 22 agosto 2009 gli Oasis si esibiscono al V Festival; sarà quello l'ultimo concerto della band. L'esibizione del giorno seguente è, infatti, annullata, perché Liam accusa una laringite virale e le vicende dei giorni seguenti segnano la fine del sodalizio musicale tra i fratelli Gallagher.
Il 28 agosto 2009, a tre date dalla conclusione della tournée mondiale di supporto all'album Dig Out Your Soul, Noel Gallagher lascia la band dopo un violento litigio con il fratello Liam sul palco del festival Rock en Seine di Parigi.
In un'intervista al Times dell'8 ottobre 2009 Liam dichiara: "Gli Oasis non esistono più, penso lo abbiamo capito tutti. È finita". Il cantante allude alla probabile carriera da solista del fratello. A dicembre dice di essere al lavoro insieme al resto della band per pubblicare un nuovo disco e di non escludere che la band continui a chiamarsi Oasis.

### Beady Eye

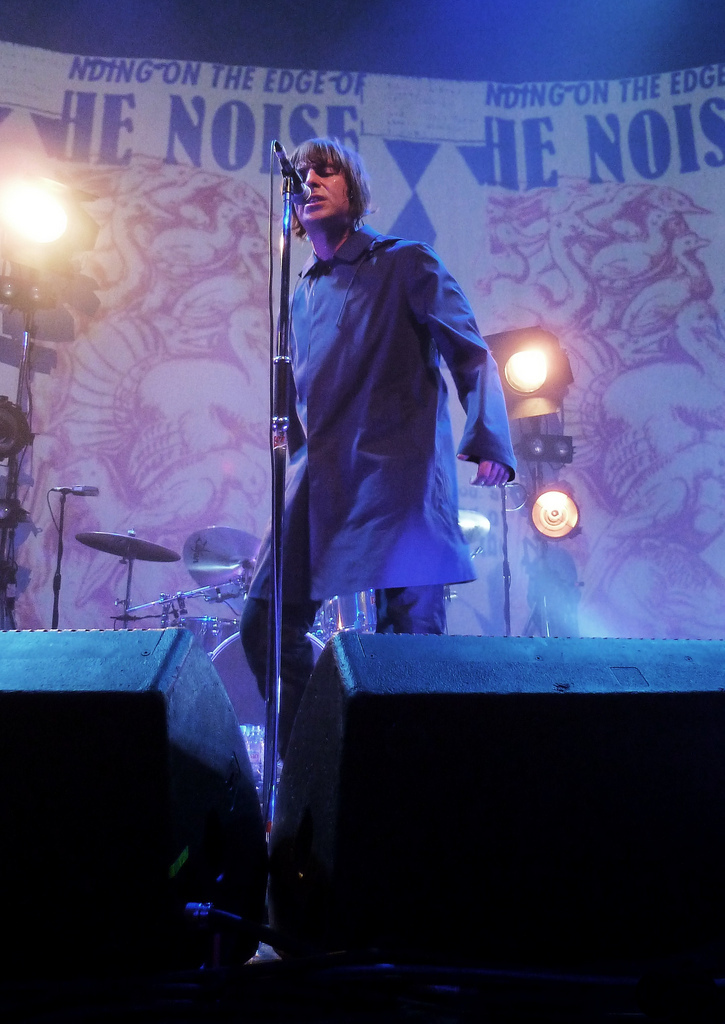
Liam Gallagher con i Beady Eye dal vivo nel marzo 2011 ad Amsterdam

Ai primi di dicembre 2009 dichiara di aver già composto alcune canzoni con Gem Archer, Andy Bell (tornato a suonare la chitarra), Chris Sharrock e il nuovo bassista Jeff Wootton, con i quali si riunisce in studio di registrazione nel gennaio 2010.
Nel corso della cerimonia di consegna dei BRIT Awards 2010, il 16 febbraio 2010, Liam ritira il premio per il "miglior album degli ultimi 30 anni", assegnato agli Oasis per (What's the Story) Morning Glory?, e ringrazia tutti i suoi compagni di band dell'epoca ad eccezione del fratello Noel, per poi lanciare il microfono verso il pubblico. Il conduttore Peter Kay, dopo che Liam si congeda, apostrofa il cantante in diretta televisiva con queste parole: "Che testa di cazzo!". L'indomani Gallagher, su Twitter, definisce Kay "ciccione e stronzo" e lo invita a "dire le cose in faccia".
Il 25 maggio 2010 un comunicato ufficiale pubblicato sul sito ufficiale e accompagnato da una foto della band in studio con il produttore Steve Lillywhite rende noto che il nuovo nome del gruppo è Beady Eye. Il 10 novembre 2010 esce Bring The Light, il primo singolo della band.
Il disco d'esordio dei Beady Eye, Different Gear, Still Speeding, è pubblicato il 28 febbraio 2011. Il 3 marzo a Glasgow i Beady Eye iniziano un lungo tour mondiale, che si conclude nel dicembre 2011.

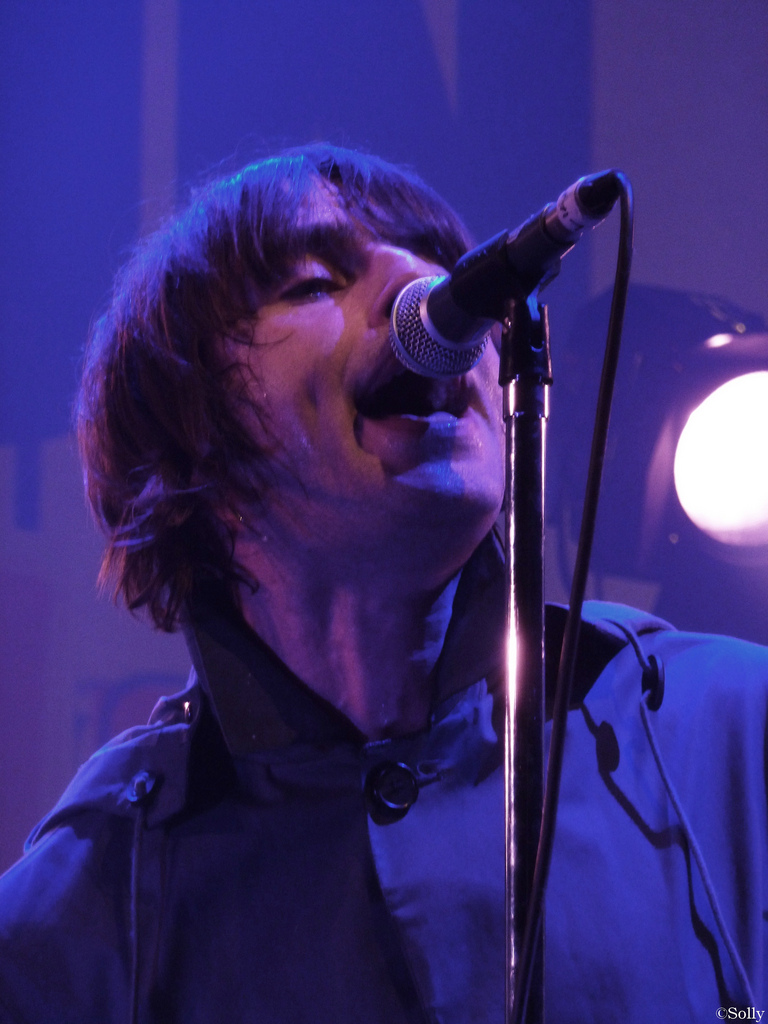
Liam Gallagher in concerto in Belgio con i Beady Eye nel marzo 2011

La polemica tra i fratelli Gallagher prosegue nel luglio 2011, in seguito alle dichiarazioni rilasciate da Noel Gallagher alla presentazione del suo nuovo progetto solista all'Electric Cinema di Londra. Noel dice di aver lasciato la band perché "ne avevo abbastanza di Liam" e sostiene che il concerto del 23 agosto 2009 al V Festival è stato annullato non perché Liam aveva la laringite, ma perché Liam era troppo ubriaco per salire sul palco a cantare. Il maggiore dei Gallagher aggiunge: "La goccia che ha fatto traboccare il vaso è stata l'insistenza di Liam nel voler pubblicizzare la sua linea di abbigliamento, la Pretty Green, nel programma del tour degli Oasis, cosa che io non approvavo". Liam Gallagher replica alle accuse minacciando di adire le vie legali contro Noel, tacciato di "falsità" e invitato a porgere delle scuse ufficiali.
Il secondo album dei Beady Eye, intitolato BE, esce il 10 giugno 2013 ed è sostenuto da un tour britannico iniziato il 19 giugno 2013 al Ritz di Manchester. Dopo alcune esibizioni estive nei festival in Francia, Germania, Italia, Regno Unito, Spagna, nel novembre 2013 Liam e compagni suonano dal vivo nel Regno Unito e in Irlanda e da gennaio a febbraio 2014 in Nuova Zelanda e Australia. Il tour di BE nel mese di febbraio tocca poi Portogallo, Spagna, Italia, Svizzera, Lussemburgo, Germania, Belgio, Paesi Bassi e Francia. Si conclude nel marzo 2014 con due concerti in Giappone.
Il 25 ottobre 2014, dopo alcuni mesi di silenzio, Gallagher annuncia sul proprio profilo Twitter lo scioglimento della band e ringrazia i fan per il sostegno. Poco dopo anche Andy Bell esprime il proprio ringraziamento nei riguardi dei seguaci della band, congedandosi con un "arrivederci".

### Biennio di pausa
L'11 novembre 2014 Liam Gallagher compie la sua prima apparizione in scena dal vivo dopo lo scioglimento dei Beady Eye. A Londra canta con la The Who Band allo Sheperd's Bush Empire, in occasione di un concerto-tributo agli Who nel cinquantenario della loro fondazione.
Il 12 giugno 2015 si esibisce insieme a Roger Daltrey degli Who, Ian Broudie dei Lightning Seeds, Paul 'Bonehead' Arthurs, ex chitarrista degli Oasis, e Zak Starkey, ex batterista degli Oasis e attuale batterista degli Who nonché figlio di Ringo Starr, in una puntata speciale della trasmissione TV inglese TFI Friday, tornata sugli schermi dopo 16 anni.
Nel febbraio 2016, a sei anni dall'episodio di cui fu protagonista con Peter Kay, Liam attacca duramente i BRIT Award e fa intuire un possibile ritiro dal mondo musicale, scrivendo su Twitter che "la musica nel Regno Unito è stata rapita da grandissimi stronzi" e dicendosi lieto di "esserne uscito".
Nel luglio 2016, intervenendo nuovamente su Twitter, con un messaggio criptico allude ad un imminente ritorno sulle scene.

### Carriera da solista
Il 23 agosto 2016 la rivista britannica Q pubblica una lunga intervista esclusiva all'ex frontman degli Oasis, la prima in assoluto dopo tre anni di assenza dalle scene, in cui Liam dichiara di aver scritto 10, 11 canzoni pronte ad essere registrate in studio insieme ad un polistrumentista e ad un altro musicista di sua conoscenza. Tre giorni dopo Warner Music Group, tramite un comunicato ufficiale, rende noto di aver scritturato Gallagher e che la pubblicazione ufficiale del suo primo album da solista avverrà nel 2017. Nello stesso giorno Liam Gallagher pubblica un tweet in cui conferma l'imminente percorso da solista, facendo riferimento ad un tweet di gennaio in cui scherzava sulla sua eventuale carriera da solista.
Il 26 maggio 2017 Liam annuncia la pubblicazione, per il 2 giugno, di Wall of Glass, primo singolo tratto dall'album As You Were, uscito il 6 ottobre 2017 e prodotto da Greg Kurstin. Il video della canzone è diffuso alle 19 (ora britannica) del 31 maggio. Contestualmente Gallagher annuncia un mini-tour nel Regno Unito e in Irlanda per maggio-giugno, che si aggiunge al tour nei festival europei in programma da giugno a settembre.
Sempre il 26 maggio 2017, Liam annuncia il suo ritorno sul palco dopo due anni di inattività comunicando che si esibirà per la prima volta come cantante solista organizzando un concerto O2 Ritz di Manchester per raccogliere fondi da devolvere alle famiglie delle vittime dell'attentato suicida di Manchester. L'ex frontman degli Oasis ha detto al Manchester Evenign News che è suo "dovere" esibirsi e donare i profitti del suo concerto al fondo lanciato dallo stesso giornale.
Il 30 maggio 2017, dopo due anni di inattività, Liam ritorna finalmente a calcare un palco e lo fa in grande stile tra l'emozione dei fans all' O2 Ritz di Manchester. Liam, salito sul palco sulle note di Fuckin' in the Bushes e accompagnato sul palco anche da Bonehead per Be Here Now, ha saputo emozionare fino alla fine, con una versione "a cappella" di Live Forever.
Il 2 giugno 2017 l'esibizione di Gallagher sul palco del festival tedesco Rock am Ring è disdetta pochi minuti prima dell'inizio per "minaccia terroristica", a seguito di un allarme diramato dalla polizia.

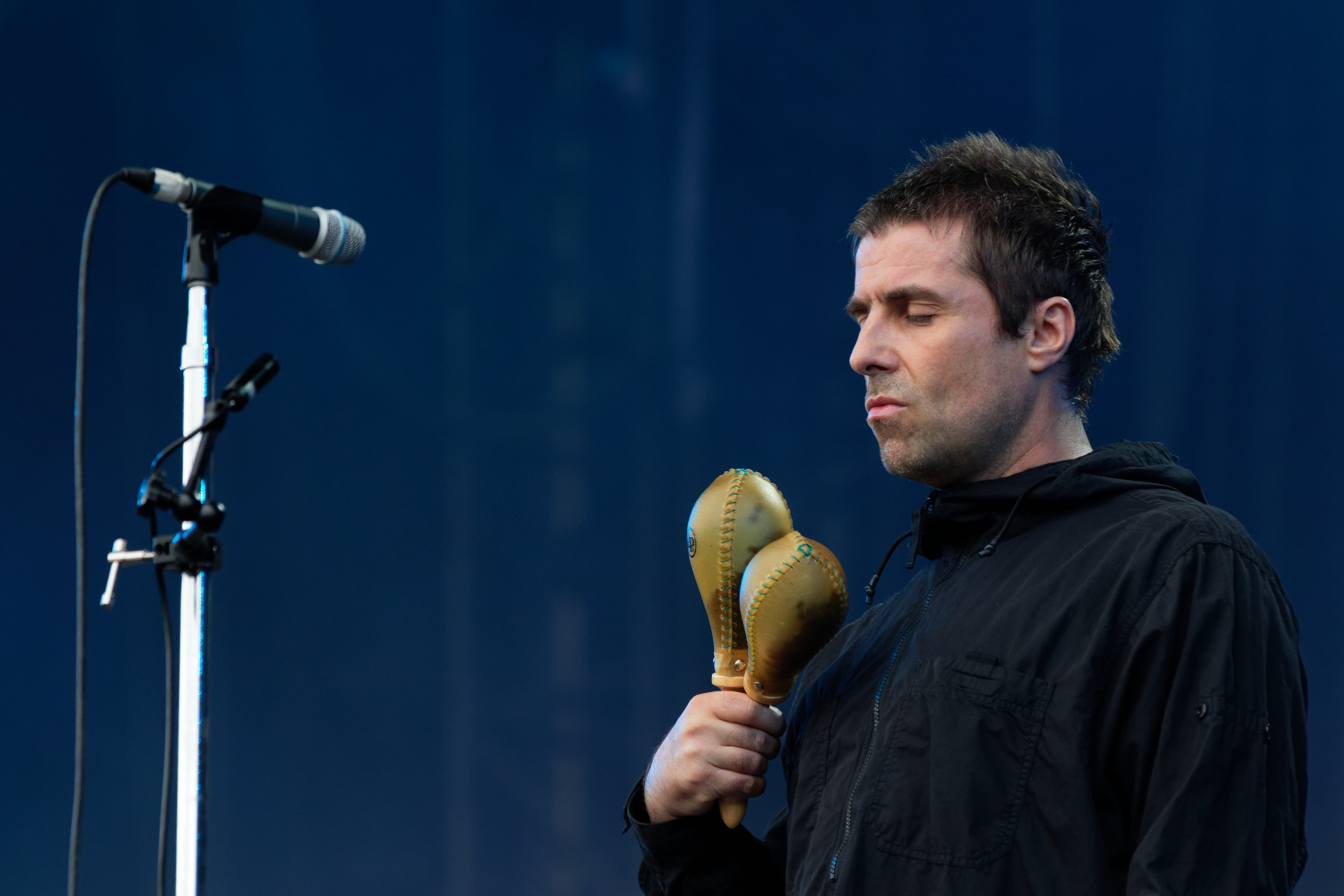
Liam Gallagher in concerto in Francia nel 2018.

Il 4 giugno 2017 Liam Gallagher, dopo aver cantato poche ore prima in Germania al Rock im Park, si esibisce a sorpresa sul palco del One Love Manchester, il concerto benefico per le famiglie delle vittime dell'attentato del 22 maggio 2017 a Manchester, con i brani Rock 'n' Roll Star, Wall of Glass e Live Forever, quest'ultimo eseguito insieme ai Coldplay.
Il 24 giugno 2017 Liam si esibisce al Festival di Glastonbury, dove chiude la propria performance con una versione a cappella di Don't Look Back in Anger, cantando così per la prima volta in pubblico il brano reso celebre dal fratello.
Sei giorni dopo il cantante rende disponibile su Spotify Chinatown, secondo singolo tratto dall'album As You Were, diffondendo anche qualche secondo del videoclip promozionale che accompagna il brano. Nelle esibizioni comprese nel tour estivo Gallagher presenta in anteprima dal vivo quasi tutti i brani inclusi nel suo nuovo album. Il terzo singolo di As You Were, For What It's Worth, esce l'8 agosto 2017.
Il disco di debutto di Liam Gallagher come solista esordisce al primo posto nella classifica britannica degli album e diviene il nono album più venduto del decennio nella prima settimana dopo la pubblicazione. Nell'ottobre 2017 il concerto di Gallagher a Finsbury Park (45 000 spettatori), in programma nell'estate 2018, fa registrare il tutto esaurito pochi minuti dopo la messa in vendita dei biglietti. Nel novembre 2017 esce Come Back to Me, il quinto singolo estratto dall'album.
Il 14 febbraio 2018, alla Brixton Academy di Londra, Gallagher riceve il premio Godlike Genius 2018, assegnato dalla rivista NME nell'ambito degli NME Awards. Nel maggio 2018 l'artista pubblica i singoli Paper Crown e I've All I Need.
Nel maggio 2019 annuncia la pubblicazione, per il 20 settembre seguente, del proprio secondo album da solista, intitolato Why Me? Why Not., anticipato dal singolo Shockwave, in uscita il 7 giugno, e del docufilm sul proprio ritorno sulle scene dal titolo Liam Gallagher: As It Was, diretto da Charlie Lightening e in uscita nei cinema britannici e irlandesi contestualmente al singolo, il 5 giugno, e in DVD e Blu-ray il 10 giugno. Il nuovo tour inizia alla Round Chapel di Hackney, Londra, il 5 giugno, con un'esibizione per pochi intimi in cui esordisce dal vivo il brano Shockwave, mentre il tour europeo parte l'8 giugno con l'esibizione al Medimex di Taranto. Il 29 giugno 2019 Liam si esibisce al Festival di Glastonbury, dove con la band esegue per la prima volta dal vivo, e con la partecipazione di Andrew Wyatt, produttore di Gallagher, alla chitarra, il brano The River, reso disponibile per l'ascolto il 27 giugno.
Why Me? Why Not. esce il 20 settembre ed entra direttamente al primo posto nella classifica britannica degli album con vendite di 68 000 copie, di cui 17 000 in vinile, che lo rendono l'album in vinile più venduto del 2019 nel Regno Unito. È il decimo album totale di Liam Gallagher, inclusi otto con gli Oasis e due solisti, a raggiungere il primo posto in classifica.
Il 4 novembre 2019 Liam Gallagher viene premiato agli MTV Europe Music Award di Siviglia con la consegna del riconoscimento Rock Icon, istituito proprio in quella circostanza. Nello stesso mese Gallagher annuncia per l'estate seguente due concerti a Heaton Park, Manchester, e al festival TRNSMT.
Il 31 gennaio 2020 viene pubblicato il video del singolo Once, che lancia la compilation Acoustic Sessions, contenente versioni acustiche di brani di Gallagher solista e incisi in origine con gli Oasis. Protagonista della clip è l'ex calciatore Éric Cantona nei panni di un sovrano, mentre Gallagher interpreta il ruolo del suo maggiordomo e autista.
Il 12 giugno seguente esce MTV Unplugged, album dal vivo di Liam Gallagher contenente la registrazione di dieci dei quindici brani eseguiti alla City Hall di Hull il 3 agosto 2019.
Il 27 novembre 2020 Gallagher pubblica il singolo All You're Dreaming of, i cui proventi sono devoluti all'associazione benefica Action for Children. Il 5 dicembre viene trasmesso in streaming, tramite la piattaforma Melody VR, uno speciale concerto registrato da Gallagher e dalla sua band il 6 novembre precedente, su una chiatta lungo il fiume Tamigi, a Londra.

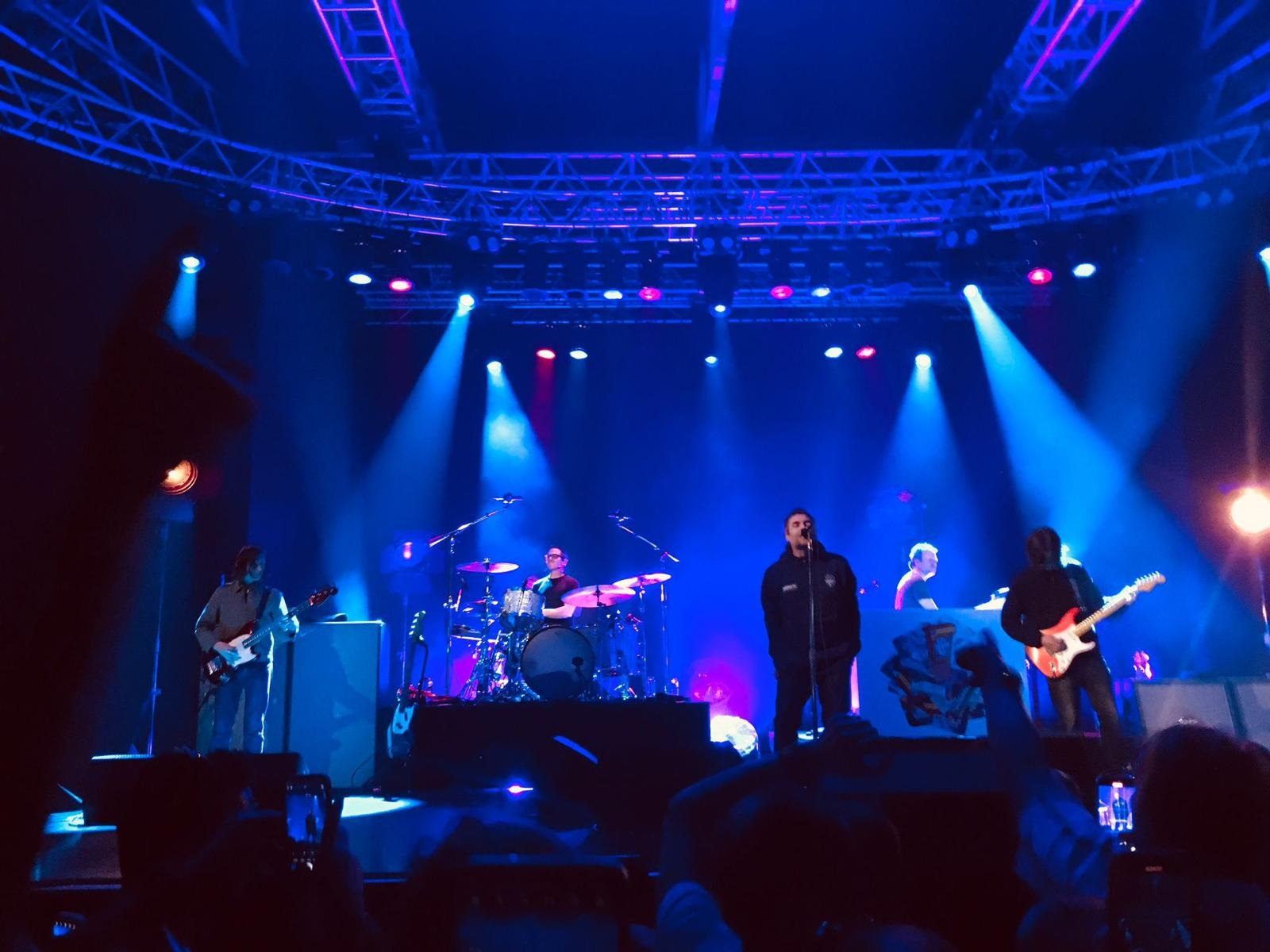
Liam Gallagher e John Squire in concerto a Milano nell'ultima tappa del tour europeo della primavera del 2024

Nel settembre 2021 collabora con Richard Ashcroft a una nuova registrazione del brano C'mon People (We're Making It Now), inserito nel disco Acoustic Hymns Vol. 1 dell'ex componente dei Verve e uscito il 29 ottobre successivo.
Il 1º ottobre 2021 Gallagher annuncia la pubblicazione del terzo album da solista, C'mon You Know, per il successivo 27 maggio; contestualmente viene annunciato un concerto a Knebworth in programma il 4 giugno seguente, a ventisei anni di distanza dai grandi concerti degli Oasis nel parco dell'Hertfordshire. Stante l'enorme richiesta di biglietti, viene indetto un altro concerto a Knebworth, in programma per il 3 giugno.
Il primo singolo estratto da C'mon You Know, dal titolo Everything's Electric, scritto con Dave Grohl, viene pubblicato il 4 febbraio 2022. Gallagher presenta il brano dal vivo per la prima volta l'8 febbraio successivo, in occasione dei BRIT Awards 2022 alla O2 Arena di Londra.
Il 17 marzo 2022 viene annunciata la pubblicazione di Down by the River Thames, secondo album dal vivo dell'artista come solista. Il disco, la cui pubblicazione viene programmata per lo stesso giorno in cui sarà messo sul mercato l'album in studio C'mon You Know, contiene la registrazione del concerto tenuto a Londra il 5 dicembre 2020 su un battello che solca il fiume Tamigi.
Dall'album C'mon You Know vengono estratti altri quattro singoli, C'mon on You Know, Better Days, Diamond in the Dark (il cui singolo contiene una cover di Bless You di John Lennon) e Too Good for Giving Up.
Il 3 e 4 giugno 2022 Gallagher si esibisce a Knebworth di fronte a 170 000 spettatori in totale tra le due serate; lo stesso 3 giugno il disco C'mon You Know sale al primo posto della classifica britannica degli album. I concerti di Knebworth, oggetto del documentario Knebworth 22, proiettato nel'ottobre 2022 nei cinema del mondo e in prima TV su Paramount+ nel dicembre seguente, si tengono proprio nei giorni in cui C'mon You Know sale al primo posto nella classifica britannica degli album più venduti.
Nell'ottobre 2023 viene annunciato il tour celebrativo del trentennale della pubblicazione di Definitely Maybe, album d'esordio degli Oasis. La tournée, che vede il cantante eseguire l'album per intero oltre ad alcuni lati b dell'epoca, si snoda tra giugno e luglio 2024, con varie date, tra cui una al TRNSMT.
Il 21 dicembre 2023 Liam Gallagher e John Squire annunciano la pubblicazione del singolo Just Another Rainbow, frutto della collaborazione tra i due musicisti. Il brano viene pubblicato il 5 gennaio 2024, mentre il 26 gennaio viene diffusa la canzone Mars to Liverpool, entrambe tratte dall'album Liam Gallagher John Squire, in uscita il 1º marzo seguente. Contestualmente il 26 gennaio i due artisti annunciano un tour britannico ed europeo per marzo e aprile, durante il quale sono accompagnati da Barrie Cadogan al basso, Joey Waronker alla batteria e Chris Madden alla tastiera. Dal disco sarà estratto anche il singolo Raise Your Hands.
L'8 marzo 2024 il disco raggiunge il primo posto nella classifica britannica degli album.
Nell’agosto 2024 tramite l’account Instagram degli Oasis annuncia una reunion assieme al fratello Noel. 

## Stile musicale e influenze

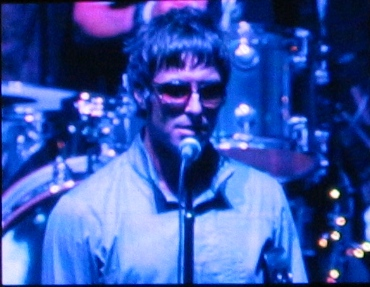
Liam Gallagher in concerto con gli Oasis nel 2005

Liam Gallagher ha più volte dichiarato che a ispirarlo a diventare un cantante fu un concerto degli Stone Roses all'International 2 di Manchester cui assistette quando aveva 16 anni. Il frontman della band, Ian Brown, catturò la sua attenzione e lo fece diventare "ossessionato dalla musica".

La voce di Gallagher è stata ripetutamente accostata a quella di John Lennon, che è stato la sua principale influenza musicale, e John Lydon. Lo stesso Liam Gallagher, in un'intervista del 1994 per MTV e nell'intervista pubblicata nel 2004 per il DVD edito per il decennale di Definitely Maybe, ebbe a dire: 
Nel medesimo documentario edito per il decennale del disco di debutto degli Oasis, Mani, bassista degli Stone Roses, disse:

Nello stesso documentario Bonehead, chitarrista ritmico degli Oasis dalle origini al 1999, dichiarò: 
Mark Coyle, ingegnere del suono degli Oasis, ha affermato:
Il timbro di Liam è tipico del punk, dell'indie rock e della new wave e ha più recentemente esplorato sonorità jazz con i Beady Eye.
Liam ha anche dichiarato che la sua tipica posa durante i concerti, con le mani dietro la schiena e il microfono a contatto con la zona tra labbro superiore e naso, gli consente di "dare maggiore potenza alla voce". Nei primi concerti degli Oasis, sino al 1994, Liam ha in qualche occasione preso in mano il microfono.
Secondo quanto dichiarato da Alan McGee, capo della Creation Records e scopritore degli Oasis, lo stile vocale di Liam simile a quello di Lydon sarebbe nato per gioco, durante una sessione radiofonica in cui la band suonò Cigarettes & Alcohol. Il modo di cantare piacque a tal punto a McGee e a Noel Gallagher da rimanere nella versione del brano poi pubblicata nel disco Definitely Maybe.
In un'intervista del 2019 alla radio olandese KINK, Liam Gallagher ha affermato:

## Discografia

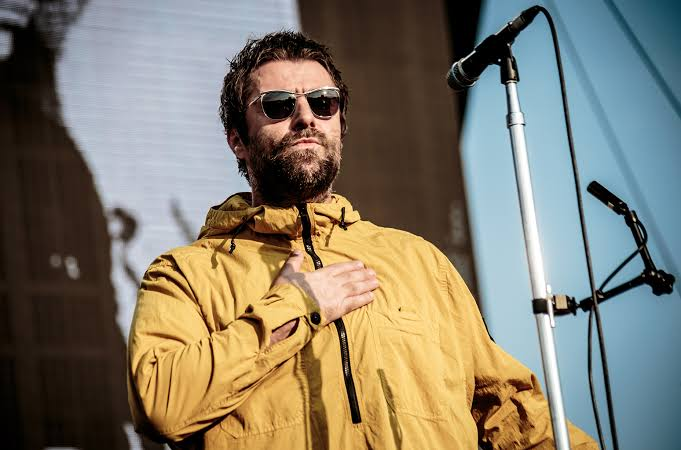
Liam Gallagher in concerto a Milano nel 2018

### Da solista
Album in studio
- 2017 – As You Were
- 2019 – Why Me? Why Not.
- 2022 – C'mon You Know
- 2024 – Liam Gallagher John Squire (con John Squire)

Album dal vivo
- 2020 – Acoustic Sessions
- 2020 – MTV Unplugged
- 2022 – Down by the River Thames
- 2023 – Knebworth 22 (live)

Singoli
- 2017 – Wall of Glass
- 2017 – Chinatown
- 2017 – For What It's Worth
- 2017 – Greedy Soul
- 2017 – Come Back to Me
- 2018 – Paper Crown
- 2018 – I've All I Need
- 2019 – Shockwave
- 2019 – The River
- 2019 – Once
- 2019 – One of Us
- 2019 – Now That I've Found You
- 2020 – All You're Dreaming of
- 2022 – Everything's Electric
- 2022 – C'mon You Know
- 2022 – Better Days
- 2022 – Diamond in the Dark
- 2022 – Too Good for Giving Up
- 2024 – Just Another Rainbow (con John Squire)
- 2024 – Mars to Liverpool (con John Squire)
- 2024 – Raise Your Hands (con John Squire)

### Con gli Oasis
- 1994 – Definitely Maybe
- 1995 – (What's the Story) Morning Glory?
- 1997 – Be Here Now
- 2000 – Standing on the Shoulder of Giants
- 2002 – Heathen Chemistry
- 2005 – Don't Believe the Truth
- 2008 – Dig Out Your Soul

### Con i Beady Eye
- 2011 – Different Gear, Still Speeding
- 2013 – BE

### Collaborazioni
- 1995 – A Northern Soul dei Verve, battimani in History
- 1997 – Do It Yourself dei Seahorses, co-scrittura di Love Me and Leave Me con John Squire
- 1997 – Urban Hymns by Verve, seconde voci in Come On e battimani in Space & Time
- 1997 – Evergreen degli Echo & the Bunnymen, seconde voci in Nothing Lasts Forever
- 1999 – Fire and Skill: The Songs of the Jam di artisti vari, voce in Carnation
- 2002 – Scorpio Rising dei Death in Vegas, voce in Scorpio Rising
- 2004 – Always Outnumbered, Never Outgunned dei Prodigy, voce in Shoot Down
- 2021 – Acoustic Hymns Vol. 1 di Richard Ashcroft, voce in C'mon People (We're Making It Now)

## Tournée
- As You Were Tour (2017-2018)
- Why Me? Why Not. Tour (2019-2020)
- C'mon You Know Tour (2022-2023)
- Liam Gallagher John Squire Tour (2024)
- Definitely Maybe 30 Years Tour (2024)